# Hermann Radtke
Hermann Friedrich Ernst Radtke (* 15. August 1875 in Quatzow, Kreis Schlawe; † 3. August 1969 in West-Berlin) war ein deutscher Politiker (SPD).

## Leben
Hermann Radtke war ein Sohn eines Schäfers und kam 1887 mit seiner Familie nach Berlin. Er machte eine Lehre als Stuckateur und trat 1893 dem Zentralverband der deutschen Stukkateure, Gipser und verwandte Berufsgenossen sowie der SPD bei. Ab 1895 arbeitete er hauptamtlich für seine Gewerkschaft. Im Ersten Weltkrieg wurde er 1916 als Funker an der Westfront eingezogen. Radtke wechselte zur Unabhängigen Sozialdemokratischen Partei Deutschlands (USPD) und wurde Mitglied des Zentralkomitees der USPD.
Nach dem Krieg wurde Radtke 1919 Direktor des Arbeits- und Wohnungsamtes der (damals noch unabhängigen) Stadt Neukölln. Bei der Berliner Wahl 1920 wurde er in die Stadtverordnetenversammlung von Groß-Berlin gewählt.
Der Landesdirektor der preußischen Provinz Brandenburg ernannte ihn am 6. März 1920 zum Preußischen Provinzialrat.
1921 wurde er von der Bezirksversammlung Neukölln zum besoldeten Stadtrat und stellvertretenden Bezirksbürgermeister gewählt. Ein Jahr später kehrte er von der USPD zur SPD zurück. Nach der „Machtergreifung“ der Nationalsozialistischen ließ Radtke mehrfach die Hakenkreuz-Fahne auf dem Rathaus Neukölln entfernen, daher wurde er wegen „nationaler Unzuverlässigkeit“ im März 1933 zunächst beurlaubt und schließlich entlassen.

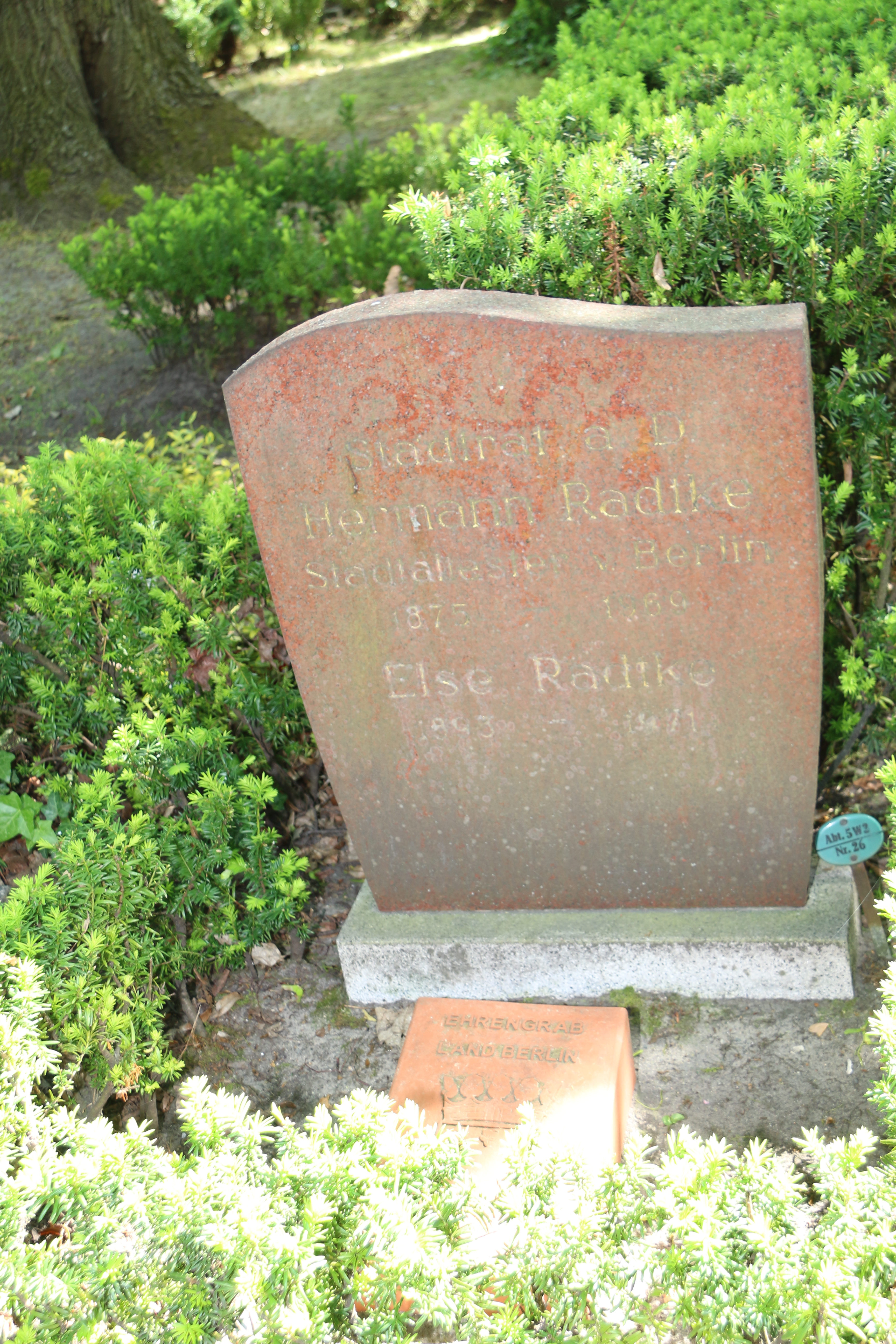
Ehrengrab Hermann Radtkes

Nach dem Zweiten Weltkrieg wurde Radtke im August 1955 anlässlich seines 80. Geburtstags die Ehre des Stadtältesten von Berlin verliehen. Im Januar 1965 wurden ihm die zustehenden Ruhegehälter für die Zeit ab 1933 zugesprochen. Er erhielt ein Ehrengrab der Stadt Berlin auf dem Friedhof Britz I (Grabstelle 5-W 3-26).
Ihm zu Ehren wurde in Berlin-Buckow ein Seniorenheim nach ihm benannt.